# Козачковський Олексій Федорович
Козачковський Олексій Федорович (? — 20 травня 1820) — полтавський губернатор (17.03.1808—17.05.1810).

## Зловживання на посаді
Причиною його звільнення були непорядки та навіть зловживання під час будівництва будинків у Полтаві для німецьких колоністів. Про це говорить у своїх записках володимирський губернатор І. Долгорукий. Німецькі колонії та будівництво будинків справило на нього важке враження. Ось що він пише:
|  | У цих карткових будиночках живуть ткачі і при них поставлений стан кожного. Вважають, що як споруда цієї слободи, так і двох ще подібних у Кременчуці та Константинограді, тобто в полтавській губернії, обійшлися скарбниці в 400 тис.; там, однак, будинки рубані з дерева, тут деякі звернулися у в'язниці; окончини (тобто вікна) поодинокі та подвійні, обидві для міцності раз на завжди вмазані у стіни і не відчиняються ні влітку, ні взимку. Але дихати необхідно: жодна влада у світі позбавити цього блага натури не може нижче в найтяжчих кайданах неволі. Що ж роблять ці бідні німці? Вони виламують рами, вибивають скло, щоб пустити собі повітря. Стіни, в основу будинків поставлені, так прозорі, як решето, і від струсу станів під час роботи чутливо навіть, як вони хитаються і тримаються тільки на кутових стовпах. |

Чому нові будинки виглядали такими руїнами — натяк на причину цього знаходимо в записках того ж Долгорукого.
|  | До особливої честі нинішнього начальника (тобто кн. Лобанова) сказати треба, що він із прикрістю дивиться на марнотратство сум казенних і міських, що відбулися до нього в Полтаві. Погляд його справедливий, вчинки обережні; він відвів від себе відповідальність. Колишнього вже губернатора змінено, але ще нового при нас не було і ніхто не смів увійти в управління цією колонією. Усі її боялися, як вогню, та й не без причини. Шкода, що зло не може так легко винищуватися, як той, хто його насіння посіє. З людиною, хоч би якою вона великою не була, завжди злагодити можна, і зміна одного обличчя ніколи праці не коштує. Але ось біда, що погана установа не скоро поправляється, а ще важче викорінити її, коли особливо стає предметом великого грошового рахунку. |

Автор спогадів натякає на колишні зловживання. Змінений губернатор був Олексій Козачковський, який обіймав цю посаду з 14 березня 1808 р. до 17 травня 1810 року. Після його смерті, було зроблено нарахування на нього в сумі 34.800 руб. перетримані ним під час будівництва будинків для колоністів. При звільненні у відставку, Козачковському було призначено пенсію в половинному розмірі одержуваної платні на службі. Після смерті його, вдова його подала на височайше ім'я прохання про призначення їй пенсії за службу чоловіка. Тут то згадали про будівництво покійним будинків для колоністів, і в пенсії було відмовлено.
Міністр внутрішніх справ В. Кочубей, якому було передано це прохання, зробив запит князю Рєпніну про майно покійного Козачковського і його борги. Виявилося, що у Козачковського був будинок у Кременчуці, а в Катеринославській губернії, у Верхньодніпровському повіті 129 душ селян і 1800 дес. землі. Казенних боргів не було, а приватний борг вдовою було сплачено. У пенсії було, як ми сказали, відмовлено, і ось мотив відмови:
|  | прохання це (тобто Козачківської), пише В. П. Кочубей, разом із зібраними щодо Козачківського відомостями, розглядали в комітеті міністрів. Як із відомостей цих відкрилося, що м. Козачковський, за дорученням м. Козачковського. Козачковський, за дорученням колишнього малоросійського генерал-губернатора кн. Куракіна, маючи у своєму розпорядженні суму, призначену на обзаведення фабрикантів, які виїхали із Саксонії і оселилися в полтавській губернії, зробив з неї під час спорудження їхніх будинків багато перетримок і недобудов проти кошторису, кількість яких сягає суми до 34800 руб.., і як, з іншого боку, він дружині своїй залишив достатній маєток, що перебуває в Кременчуці та катеринославській губернії, то комітет панів міністрів поклав: прохання пані Козачковської про надання їй пенсії залишити без уваги. |

Помер у Кременчуці, 20 травня 1820 року.